# Flugplatz Opole-Kamień Śląski

i7
i11
i13
Der Flugplatz Opole-Kamień Śląski (polnisch Lądowisko Kamień Śląski) ist ein Flugplatz bei Opole (Oppeln), Hauptstadt der Woiwodschaft Opole, gelegen beim Dorf Groß Stein (Kamień Śląski) in Polen. 2016 entstand auf einem Teil des Flugplatzes die Rennstrecke Silesia Ring.

## Flugverkehr
Auf dem Flugplatz gibt es nur Flugbewegungen der Allgemeinen Luftfahrt, überwiegend Absetzflüge für Fallschirmspringer, vereinzelt auch private Charterflüge mit kleinen Geschäftsreiseflugzeugen. Im Dezember 2005 landete erstmals eine Saab 340A der polnischen SkyTaxi zu Trainingszwecken auf dem Flugplatz. Ein gewerblicher Flugbetrieb ist jedoch gegenwärtig aufgrund einer Begrenzung des MTOW auf 5.700 kg nicht möglich. Im Sommer/Herbst 2006 sollte diese Begrenzung wegfallen und so erste kommerzielle Passagier- und Frachtflüge stattfinden. Für diese Zeit war auch die Einrichtung einer Flugschule anvisiert. Erste Linienflüge sollten ab Herbst 2009 stattfinden, zu einem regulären Flugbetrieb kam es jedoch nicht.

## Geschichte
In den späten 1930er Jahren errichtete die Familie von Strachwitz auf einem großen Feld unmittelbar neben ihrem Schloss- und Parkkomplex einen Start- und Landeplatz. Dieser wurde vor dem deutschen Überfall auf Polen 1939 von der deutschen Luftwaffe übernommen und zum Einsatzhafen ausgebaut. Ende August 1939 wurde die I./ZG 2 (I. Gruppe des Zerstörergeschwaders 2), ausgestattet mit 45 einsitzigen Jagdflugzeugen des Typs Messerschmitt Bf 109 D-1, von Bernburg nach Groß Stein verlegt. Bereits am 9. September 1939 erfolgte die Verlagerung der Zerstörergruppe. Im Laufe des Zweiten Weltkrieges wurde der Einsatzhafen Groß Stein nur sporadisch in Alarmfällen aktiviert. Im Juni 1944 lag hier noch mal kurzzeitig die 3./NSGr. 1 (3. Staffel der Nachtschlachtgruppe 1). In den letzten Kriegsjahren wurde das Schloss in ein Lazarett umfunktioniert. Der Transport von verwundeten Soldaten erfolgte größtenteils über den Flugplatz. Am 19. Januar 1945 erfolgte die Evakuierung aufgrund der anrückenden Roten Armee, die Groß Stein am 22. Januar 1945 erreichte. Der Einsatzhafen wurde zum vollwertigen Militärflugplatz ausgebaut und bis 1971 von der Roten Armee genutzt. Anschließend wurde der Flugplatz von den polnischen Luftstreitkräften übernommen, die nach den gesellschaftlich-politischen Änderungen im Jahre 1989 abzogen.
Im Jahr 2003 kaufte der Breslauer Unternehmer Józef Pilch das verfallende Militärgelände und begann mit dem Umbau für eine zivile Nutzung der Allgemeinen Luftfahrt und des Passagier- und Frachtverkehrs. Im Mai 2008 wurde der Flughafen vom Marschallamt der Woiwodschaft Opole und dem Przedsiębiorstwo Państwowe Porty Lotnicze (Polnische Staatliche Flughäfen-Gesellschaft) für 24 Mio. Złoty gekauft. Der geplante Ausbau zu einem Verkehrsflughafen für Opole (Oppeln) mit Fluglinienverkehr wurde nicht realisiert und die Planungen eingestellt und schließlich wurde auch ein Teil des Flughafens eingezogen und darauf die neue Rennstrecke Silesia Ring errichtet.
Die Bauarbeiten für die neue Rennstrecke wurden 2016 begonnen und die Startbahn des Flugplatzes auf 900 Meter verkürzt. Im Herbst 2016 wurde die 3636 Meter lange Motorsport-Strecke auf einer Fläche von 300 Hektar fertig gestellt.